# Otto Westphal (Ministerialbeamter)
Otto Westphal (* 25. März 1869 in Varzin; † 10. Februar 1939 in Berlin) war ein deutscher Staatsbeamter.

## Leben und Tätigkeit
Westphal war der Sohn eines Oberförsters der fürstlich Bismarckschen Güterverwaltung. Von 1896 bis 1904 war er mittlerer Beamter der preußischen Eisenbahnverwaltung. Anschließend stand er von 1904 bis 1910 als Bürobeamter im Dienst des Reichsversicherungsamtes, seit 1910 im Rang eines expedierenden Sekretärs. Von 1910 bis 1915 wurde er im Reichsamt des Innern beschäftigt, wo er 1914 den Rang eines Geheim expedierenden Sekretärs erreichte.
Vom 13. April 1915 bis zum 31. März 1933 war Westphal Beamter in der Reichskanzlei. In dieser Stellung wurde er am 1. April 1922 zum Regierungsrat, am 1. Oktober 1927 zum Oberregierungsrat und am 1. November 1932 zum Ministerialrat befördert.
Westphal, der parteilos war, diente laut den Verzeichnissen der „Mitglieder der Kabinette und der höheren Beamten der Reichskanzlei“ in den Quelleneditionen der Akten der Reichskanzlei allen Reichskanzlern von Joseph Wirth bis Adolf Hitler als Referent.